# Émile Gaboriau
Émile Gaboriau (Saujon, 9 novembre 1832 – Parigi, 28 settembre 1873) è stato uno scrittore francese.
Segretario di Paul Fèval, giornalista al Tintamarre, al Soeil, al Progrès de Lyon. Collaborò, a partire dal 1863, al Petit Journal, dove alternava il proprio feuilleton con quello di Ponson du Terrail. In concorrenza con il crescente successo riportato sulla stampa dei fatti di cronaca, egli li assunse a base dei propri romanzi, attingendoli soprattutto all'ambito criminale-giudiziario e creando così il romanzo poliziesco, che trova in lui la sua prima esemplare definizione: “Compito del lettore è quello di scoprire l'assassino, compito dell'autore è di mettere fuori strada il lettore”. Il protagonista, il poliziotto Monsieur Lecoq, esemplificato sul Auguste Dupin di Edgar Allan Poe ma senza la sua “infallibilità”, si avvale delle tecniche di analisi dei naturalisti che esaminano gli insetti al microscopio, mentre il suo maestro e consulente, l'ispettore Tabaret, detto Tirauclair, è in grado di ricostruire i fatti utilizzando i procedimenti di Georges Cuvier: “Simile in questo a quei naturalisti che, con il solo esame di due ossi, disegnano l'animale a cui sono appartenuti”. Nel 1866 pubblicò L'affaire Lerouge, prendendo spunto dall'assassinio, rimasto inspiegato, di Cèlestine Lerouge; il feuilleton, apparso senza successo sul Pays, lo otterrà in seguito su Le Soleil. Nell'amalgama di scientificità e di umanità incarnato dal protagonista sta la ragione principale del suo successo, così da costruire l'antenato di tutta una serie di investigatori che da Sherlock Holmes arriva a Maigret.

## Opere

### Il ciclo di Monsieur Lecoq
- L'affare Lerouge (L'affaire Lerouge)[1] (1863, 1866)[2] inizialmente pubblicato in Italia con il titolo Il processo Lerouge[1]
- Il dramma d'Orcival (Le crime d'’Orcival)[1] (1867). (La tragedia di Orcival, insieme a Le memorie del poliziotto Lecoq, Collezione "Il romanzo per tutti", Lubrano e Ferrara Editori, Napoli, anno di pubblicazione tra il 1909 e il 1914).
- Il dossier 113 (Le dossier 113)[1] (1867) inizialmente pubblicato in Italia con il titolo La cartella 113[1]
- Gli schiavi di Parigi (Les esclaves de Paris)[1] (1869)
- Monsieur Lecoq (Monsieur Lecoq)[3] (1869), pubblicato in Italia anche con i titoli Il signor Lecoq e L'agente Lecoq[3] (Le memorie del poliziotto Lecoq, insieme a La tragedia di Orcival, Collezione "Il romanzo per tutti", Lubrano e Ferrara Editori, Napoli, anno di pubblicazione tra il 1909 e il 1914).

### Altri romanzi
- La corda al collo (La corde au cou) (1873)